# 1,2-ジメトキシエタン
1,2-ジメトキシエタン(1,2-Dimethoxyethane)は化学式C4H10O2で表されるエーテルの一種である。グリム、モノグリム、ジメチルグリコール、エチレングリコールジメチルエーテル、ジメチルセロソルブといった別名を持ち、DMEと略される。無色透明の液体であり、溶媒として用いられる。水に可溶である。消防法に定める第4類危険物 第1石油類に該当する。
ジエチルエーテルやTHFより沸点の高いエーテル系溶媒としてよく用いられる。二座配位子として、カチオンと複合体を形成する。このためグリニャール反応やヒドリド還元、パラジウムを用いる触媒反応（鈴木・宮浦カップリング反応や右田・小杉・スティルカップリングなど）といった有機金属を用いた化学反応でしばしば用いられる。オリゴ糖や多糖の良溶媒でもある。

## 製造
様々な方法を用いて製造されている:。
- 2-メトキシエタノールとクロロメタンからウィリアムソン合成により製造されている。このとき金属アルコキシドは溶融ナトリウムを用いて生成されている。反応により気体の水素が発生する。

{\displaystyle {\ce {{2CH3OCH2CH2OH}+2Na->{2CH3OCH2CH2ONa}+H2\uparrow }}}
{\displaystyle {\ce {{CH3OCH2CH2ONa}+ CH3Cl -> {CH3OCH2CH2OCH3}+ NaCl}}}
- 2-メトキシエタノールと硫酸ジメチルとの反応により製造される。

- ジメチルエーテルの存在下、エチレンオキシドの開環反応により製造される。この反応では三フッ化ホウ素(BF3)などのルイス酸を触媒として作用させている。この合成法ではジグリムやトリグリムといった他のグリム系化合物も生成してしまうため、反応後に精留が行われる。

{\displaystyle {\ce {{CH3OCH3}+ CH2CH2O -> CH3OCH2CH2OCH3}}}

## 利用
有機化学分野では化学反応における溶媒として用いられる。また粘度の低い溶媒として、誘電率の高い化合物と組み合わせてリチウム電池の電解液として用いられる。